# Герб Болівії
Герб Болівії — один з державних символів Болівії, прийнятий у нинішній формі в 1963 році. У його центрі знаходиться овал, в якому зображена гора Серро-Рико біля міста Потосі. За нею з лівого боку сходить сонце. Перед нею зображена альпака, національна тварина цієї країни, а також сніп пшениці і хлібне дерево. Останні два об'єкти втілюють природні ресурси Болівії. Овал оточений блакитною облямівкою, на якій золотими літерами написана назва країни, а в нижній частині розташовано десять зірок, що символізують дев'ять болівійських провінцій. Десята зірка покликана нагадувати про провінцію Антофаґаста, втрачену в 1879 році за результатами Тихоокеанської війни на користь Чилі.
За овалом по обидві сторони зображено дві групи з трьох червоно-жовто-зелених болівійських прапорів, два гарматних дула, дві пари мушкетів, бойова сокира і червоний фригійський ковпак. Усе це втілює волю жителів Болівії до захисту своєї країни і свободи. Над овалом сидить андійський кондор перед лавровим вінком.